# Robert-Jungk-Oberschule
Die Robert-Jungk-Oberschule (kurz: RJO; auch: Robert-Jungk-Schule) ist eine Integrierte Sekundarschule mit Ganztagsbetrieb. Sie befindet sich im Ortsteil Berlin-Wilmersdorf im Bezirk Charlottenburg-Wilmersdorf von Berlin. Benannt wurde die Schule 1999 nach dem Zukunftsforscher Robert Jungk. Symbolischer Schulbaum ist der Ginkgo.
Sie ist eine UNESCO-Projektschule und eine zweisprachige Europaschule mit den Sprachen Deutsch und Polnisch. Benannt wurde sie nach dem Zukunftsforscher Robert Jungk.
Seit dem Schuljahr 2010/2011 ist sie eine Integrierte Sekundarschule mit gymnasialer Oberstufe. Pro Jahrgang gibt es acht Klassenverbände. Jeweils zwei davon sind seit dem Schuljahr 2005/2006 zweisprachig; in alle Klassen werden auch Schüler mit „sonderpädagogischem Förderbedarf“ aufgenommen.

## Geschichte
Die Robert-Jungk Oberschule wurde 1973 als 1. Oberschule Wilmersdorf, an der Sächsischen Straße 58 eröffnet. Aufgrund einer Asbestbelastung im Baukörper musste die Lehrstätte 1989 ihr Gebäude räumen. Wegen des damit einhergehenden Abrisses der Stammschule zog man in ein Provisorium in der Pfalzburger Straße, wo man den Unterrichtsbetrieb in Containern sowie in einem Altbau aufrechterhalten konnte. Die Entsorgung des Asbest begann im Jahre 1992. Zwei Jahre später erfolgte dann der endgültige Abriss des ursprünglichen Schulgebäudes.
1999 wurde an gleicher Stelle der Grundstein für das neue, zweiflügelige Gebäude gelegt. Aufgrund von Finanzierungsproblemen und einer Budgetkürzung von 100 Millionen Mark auf 50 Millionen Mark seitens des Bezirks konnte das neue Schulgebäude erst Mitte 2002 eröffnet werden und der ursprüngliche Entwurf nicht in Gänze umgesetzt werden. Eine Zweigstelle der Stadtbibliothek und ein Jugendfreizeitheim waren ursprünglich Teil der Planung, was nicht umgesetzt werden konnte. Die Architekten des Bauamts Wilmersdorf inspirierten sich bei der Gestaltung der Fassade an der Architektur der 1920er Jahre.
Die viergeschossige Schule verfügt über einen Fahrstuhl und eine Rampe für Rollstuhlfahrer im Eingangsbereich und ist somit Barrierefrei. Neben der Ausstattung mit moderner Technik verfügt die Robert-Jungk Oberschule unter anderem über ein Schülercafé und eine Medienwerkstatt.

## Statistik
| Schuljahr | Schülerzahl | Lehrerzahl |
| --------- | ----------- | ---------- |
| 2011/12   | 949         | 88         |
| 2012/13   | 942         | 85         |
| 2013/14   | 936         | 91         |
| 2014/15   | 939         | 100        |
| 2015/16   | 924         | 101        |
| 2016/17   | 925         | 102        |
| 2017/18   | 956         | 104        |
| 2018/19   | 940         | 107        |
| 2019/20   | 913         | 105        |
| 2020/21   | 928         | 103        |

| Schuljahr | Notendurchschnitt |
| --------- | ----------------- |
| 2015      | 2,66              |
| 2016      | 2,62              |
| 2017      | 2,66              |
| 2018      | 2,69              |
| 2019      | 2,54              |
| 2020      | 2,50              |
| 2021      | 2,40              |